# Fusoliera

Fusoliera di un Boeing 737 evidenziata in colore marrone

La  fusoliera (dal francese fuselé - affusolato) è la parte principale del corpo di un aeromobile che contiene i passeggeri o il carico. Negli aerei monomotori, ospita al suo interno anche un motore, sebbene in alcuni aerei anfibi o idrovolanti il motore venga montato su un pilone a sua volta posto sulla fusoliera, che in quel tipo di aerei viene utilizzata come scafo per il galleggiamento in acqua. La fusoliera ha anche la funzione di fornire la struttura necessaria per il montaggio delle superfici di controllo del volo e stabilizzazione, quali per esempio le alette canard o gli impennaggi, che devono essere poste a specifiche distanze dalle superfici portanti, quali le ali e i rotori, per ottenere la stabilità e la manovrabilità.

## Tipologie
- 1: aerei subsonici
- 2: aerei supersonici
- 3: aerei ad alta capacità di carico e subsonici
- 4: aerei supersonici ad alta manovrabilità

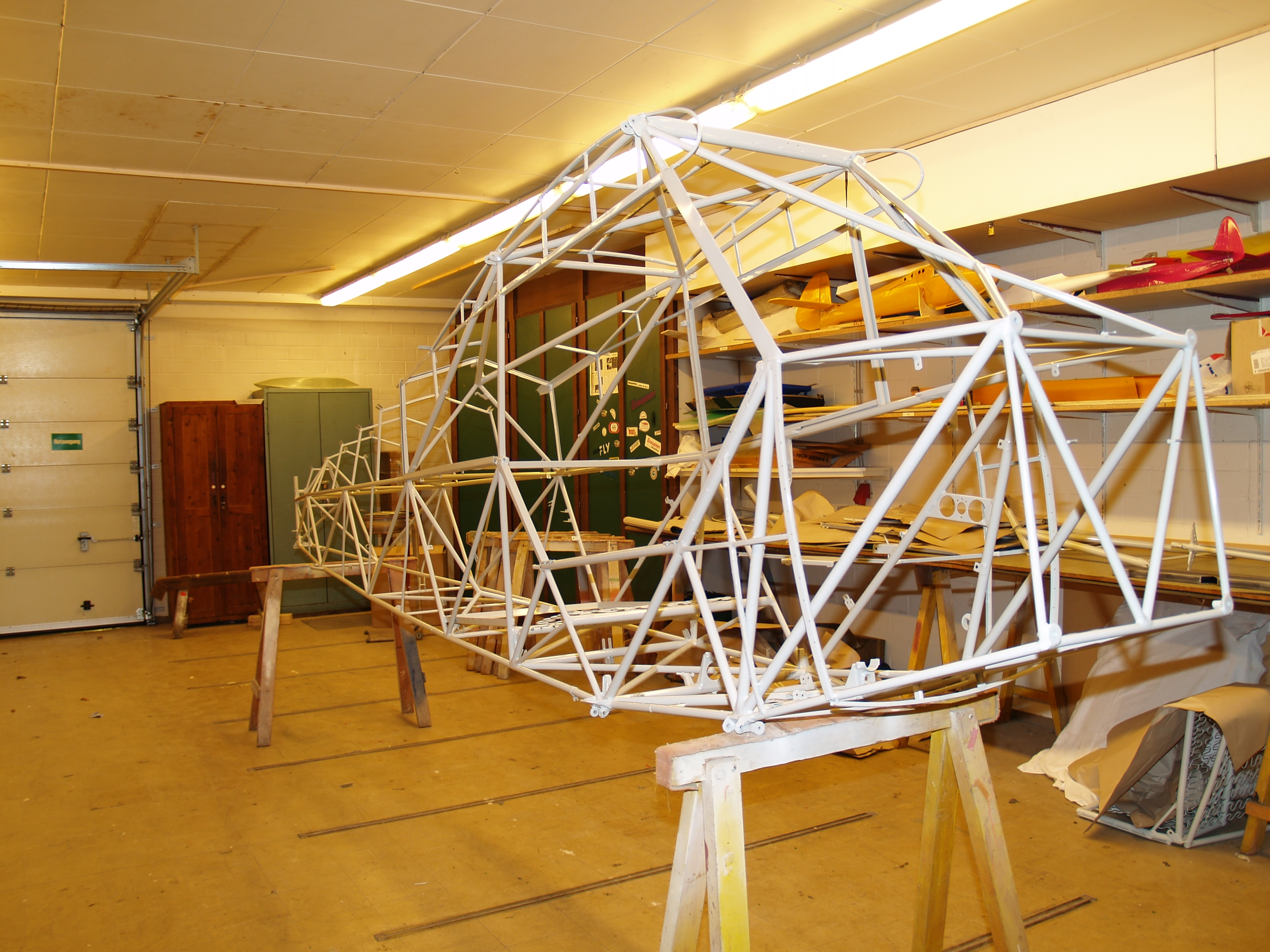
Piper PA-18 con fusoliera realizzata con travatura reticolare

- 5: idrovolante a scafo
- 6: aerei ipersonici

### Fusoliere a travatura reticolare
Questo tipo di struttura per fusoliere è tuttora in uso in molti aerei leggeri che utilizzano tubi metallici saldati tra loro. La struttura può poi essere ricoperta da un materiale che dia all'insieme una forma con una maggiore aerodinamicità, riducendo la resistenza aerodinamica. Per questo scopo, nel quale è importante contenere il peso, pur mantenendo sufficienti caratteristiche di resistenza meccanica, venne utilizzata nei primi aeroplani la tela, in seguito integrata e poi sostituita dal legno, dalle leghe metalliche aeronautiche e dai materiali compositi.

### Fusoliere a struttura geodetica

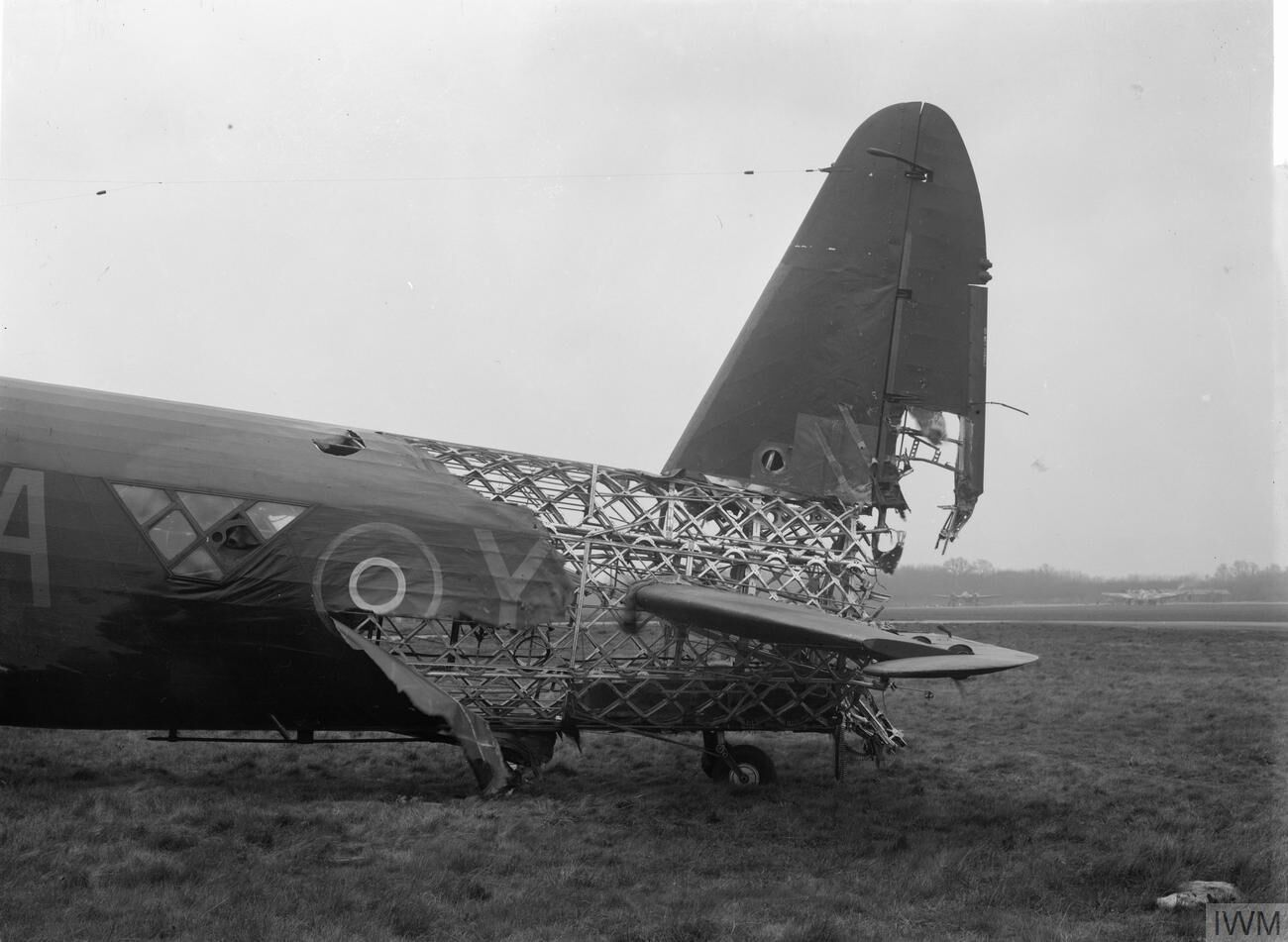
Fusoliera a struttura geodetica di un Vickers Wellington, visibile dopo aver subito danni in combattimento durante la seconda guerra mondiale.

Elementi strutturali geodetici, furono utilizzati dal britannico Barnes Wallis per la casa costruttrice di aerei Vickers a cominciare dal periodo tra le due guerre mondiali, fino alla seconda guerra mondiale. Questo tipo di elementi, oltre a costituire la struttura dal punto di vista meccanico della fusoliera, sono realizzati in modo da conferire essi stesse una forma aerodinamica alla fusoliera. In questo tipo di realizzazioni, strisce del materiale scelto per la costruzione, vengono connesse tra di loro seguendo percorsi a spirali contrapposte, che portano alla formazione di un insieme che assomiglia a un cesto. 
Questa pratica realizzativa, all'epoca si dimostrò in grado di creare fusoliere leggere, robuste e rigide che e presentavano il vantaggio di poter essere realizzate interamente in legno. Una realizzazione simile in lega di alluminio, venne comunque utilizzata con il Vickers Warwick, utilizzando meno materiale metallico, di importanza strategica nel periodo bellico, di quanto sarebbe stato necessario con qualunque altro tipo di struttura. La struttura geodetica è anche ridondante e quindi può sopravvivere a danneggiamenti locali, senza fratturarsi in modo che si rivelerebbe catastrofico nel caso di un aereo. La struttura veniva completata da una copertura in tela, che perfezionava la forma aerodinamica. Questa tipologia di fusoliere sì è evoluta nel tempo con l'adozione di legno compensato preformato e realizzato sovrapponendo strati multipli, disposti incrociando le fibre, fino a creare strutture a monoscocca, come quelle più moderne.

### Struttura a monoscocca
In questo caso la superficie esteriore della fusoliera è anche la struttura primaria. Una forma iniziale di questo tipo fu costruita utilizzando del legno compensato modulare, in cui i vari strati venivano creati con degli stampi. Successivamente si ricorse alla fibra di vetro impregnata di poliestere e resina epossidica (vetroresina), in cui la lavorazione, per l'acquisizione di una forma aerodinamica, risultava notevolmente più agevole grazie alla malleabilità del nuovo materiale. Un esempio di velivolo costruito in compensato modulare è il de Havilland Mosquito, bombardiere leggero della Seconda guerra mondiale mentre, negli aerei moderni, l'uso della fibra di vetro e della tipologia a monoscocca lo ritroviamo tuttora sugli alianti.

### Struttura a semi-monoscocca

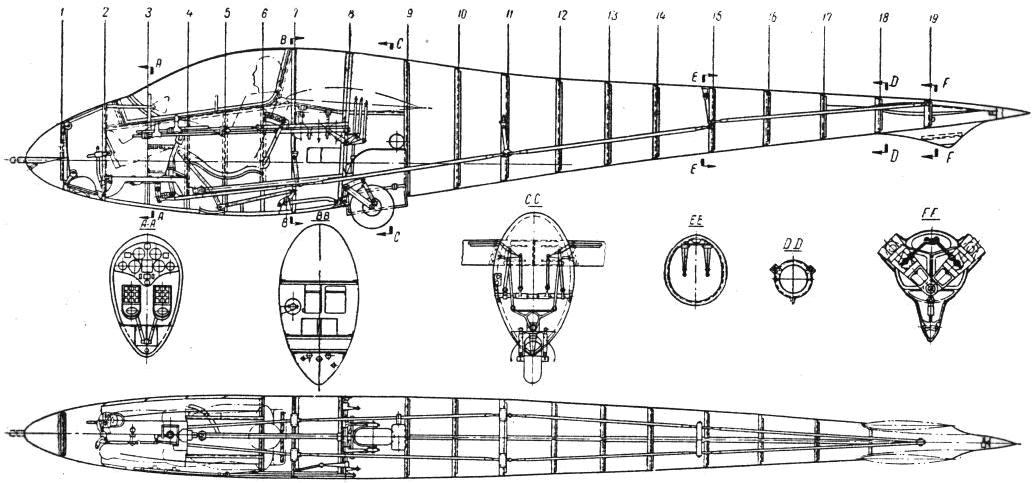
Sezioni di una fusoliera realizzata come semi-monoscocca

Questo è il metodo preferito nella progettazione di fusoliere interamente in lega di alluminio. Nella fase costruttiva, una serie di elementi realizzati con la forma della sezione di fusoliera che si intende ottenere, vengono connessi ad una struttura rigida di montaggio che prende il nome di dima (jig in inglese). Queste sezioni vengono poi collegate tra loro con elementi in materiali aeronautici leggeri disposti longitudinalmente. Il tutto viene ricoperto da una lamina di lega leggera, fissata con rivetti o con speciali adesivi. Nella fase finale di assemblaggio, la dima viene rimossa e si procede alle successive fasi di completamento, installando i cablaggi, le parti necessarie al controllo dell'aeromobile e gli arredi quali sedili per i passeggeri e contenitori per bagagli o il carico. 
La maggior parte dei grandi aerei moderni viene costruita con questa tecnica che consente la realizzazione di diversi segmenti di fusoliera separati, finanche in stabilimenti diversi, salvo poi giuntare insieme le sezioni nel corso del processo di assemblaggio, fino ad arrivare alla completa lunghezza dell'aeromobile. Questo metodo costruttivo, poiché si basa su costose dime di costruzione, si presta ad essere impiegato solo nelle produzioni di serie per le quali è previsto un sufficiente numero di aeromobili strutturalmente identici e in grado di ammortizzare i costi di realizzazione. I primi esempi di fusoliere realizzate con questa tecnica furono i Douglas DC-2 e DC-3 per l'aviazione civile ed il Boeing B-17 Flying Fortress per il comparto militare.
Entrambe le strutture monoscocca e semi-monoscocca sono definite "a rivestimento lavorante" (stressed skin in inglese) in quanto il rivestimento contribuisce alla distribuzione del carico strutturale e ne è parte integrante.

## Integrazione con l'ala

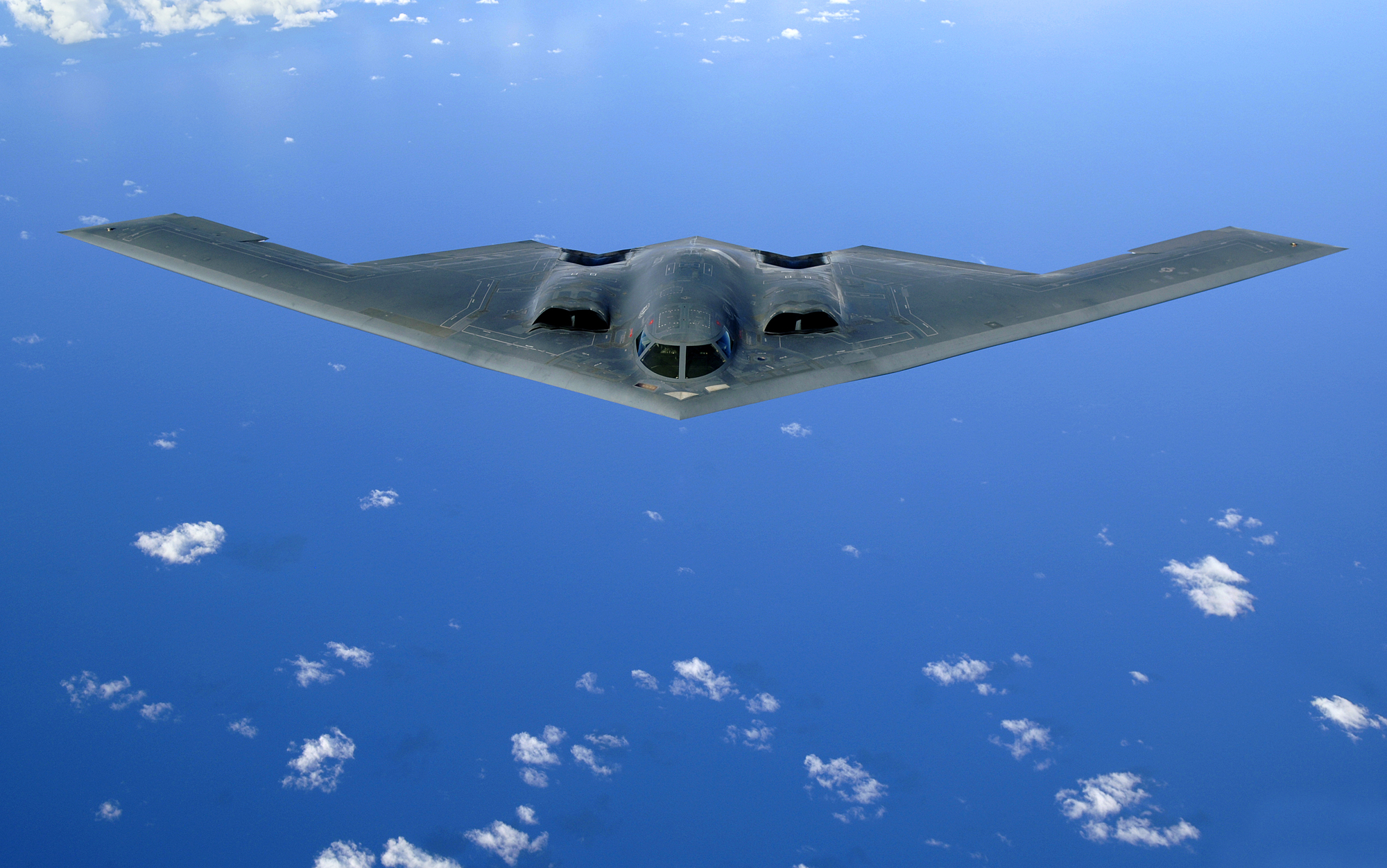
Northrop-Grumman B-2 Spirit con fusoliera integrata con l'ala per esigenze di riduzione della segnatura radar

Alcuni aerei, come il Northrop YB-49 Flying Wing ed il Northrop-Grumman B-2 Spirit, sono completamente privi di fusoliera, essendo costituiti totalmente da un'unica grande ala: questa configurazione prende il nome di ala volante o tuttala. L'equipaggio, gli impianti, il carico bellico ed il combustibile vengono trasportati interamente all'interno dell'ala.